# Antulio Parrilla Bonilla
Antulio Parrilla Bonilla (6 de enero de 1919 – 3 de enero de 1994) fue sacerdote jesuita, educador, luchador por la justicia social, independentista y propulsor del movimiento cooperativista en Puerto Rico. Nació en San Lorenzo. Entre sus aportaciones se observa el trabajo social realizado en las comunidades.

## Biografía
Completó  su bachillerato de la Universidad de Puerto Rico en 1943 y se encontraba cursando estudios de maestría en economía cuando fue obligado a ingresar al ejército de los Estados Unidos y servir en Panamá. Luego de servir entre 1943 – 1946 en artillería antiaérea, ingresó al Seminario Mount St. Mary’s en Maryland en 1948, donde estudió filosofía y teología. El 3 de mayo de 1952 fue ordenado como sacerdote diocesano en la Catedral de San Juan y ejerció su ministerio hasta 1957. Ese mismo año ingresó a la Compañía de Jesús, formando parte de la Provincia jesuítica de Nueva York, y en 1965 se consagró como Obispo Titular de Ucres y Auxiliar de Caguas. En este periodo dirigió la Oficina de Acción Social Católica, oficina para el fomento de la doctrina social de la Iglesia. Es desde este puesto que comenzó a fomentar el cooperativismo como alternativa social y económica para el puertorriqueño.
Parrilla también fue activo en su defensa de la nacionalidad puertorriqueña y estuvo involucrado en múltiples protestas y movimientos en pro de la independencia de la Isla. El obispo asimilaba la liberación del ser humano con la búsqueda de la libertad económica y política y su misión social la alcanzaba a través de su sacerdocio.
Antulio Parrilla Bonilla fallece el 3 de enero de 1994 a los 75 años.

## Aportación cooperativista
Como cooperativista se destacó por su labor como profesor del Instituto de Cooperativismo de la Universidad de Puerto Rico (UPR) entre 1968 – 1970, fue asesor y director de la Liga de Cooperativas de Puerto Rico y director de la Cooperativa Metropolitana de Consumo. En 1970 contribuyó a la redacción del Manifiesto de Castañer que desarrolló el Grupo de Reflexión y Acción Cooperativa Santiago Andrade (GRACSA) bajo su liderato. Presidió el Comité para la renovación del currículo del Instituto de Cooperativismo de la UPR y escribió múltiples artículos sobre el tema, y dos libros que formaron parte del currículo en la UPR: Cooperativismo: teoría y práctica (1971) y Cooperativismo en Puerto Rico – una crítica (1975). Sus escritos y charlas ofrecen una mirada crítica al movimiento cooperativista en Puerto Rico con el fin de buscar estrategias para el desarrollo efectivo del movimiento y fomentar la educación cooperativa.

## Publicaciones sobre el cooperativismo
Comprometido con la educación cooperativista, Antulio Parrilla Bonilla visitaba cooperativas alrededor de todo Puerto Rico para ofrecer recomendaciones y animar al desarrollo de nuevas organizaciones. Sus peregrinajes le permitieron tener una amplia visión de la situación del cooperativismo en la Isla, para hacer críticas a través de sus escritos y conferencias. Dos de sus libros más importantes sobre el tema resumen sus encuentros con el movimiento en la Isla:
Cooperativismo – teoría y práctica – Libro publicado en el 1971 con el propósito de servir de guía para estudiantes tomando cursos sobre el cooperativismo. El libro resume los orígenes y el desarrollo del cooperativismo moderno y sus diversas aplicaciones en el mundo y en Puerto Rico.
Cooperativismo en Puerto Rico: una crítica - Publicado en 1975, fue auspiciado por el Centro Social, centro comprometido con comunicar los pensamientos del Papa Juan XXIII. El libro está compuesto por artículos y comunicados de prensa que fueron publicados en varios medios de la Isla, incluyendo los semanarios Claridad y La Hora y la revista Avance. En ellos se expone la realidad del cooperativismo en Puerto Rico.

## Críticas y recomendaciones
En estas dos publicaciones se recoge el sentir de Parrilla Bonilla sobre el cooperativismo en Puerto Rico. El obispo promulgaba que el cooperativismo es un movimiento fácilmente adaptable a la Isla, pero que su ejecución ha estado repleta de fallas que han impedido su crecimiento.
Según Parrilla Bonilla, el cooperativismo es ideal en Puerto Rico por las siguientes razones:
- El puertorriqueño tiene una tendencia natural hacia el cooperativismo por sus profundas raíces cristianas.
- El tamaño geográfico de Puerto Rico permite que el cooperativismo se expanda como un proyecto viable a nivel nacional.
- La diversidad cultural en la Isla demuestra la convivencia y la tolerancia, elementos esenciales para el desarrollo de una cooperación libre y espontánea.

Sin embargo, señala los elementos que han impedido el desarrollo del cooperativismo a plenitud en Puerto Rico:
- Inserción del cooperativismo dentro del marco capitalista. Criticaba la insistencia en aplicar una visión capitalista al cooperativismo, impidiendo ver sus beneficios reales y coartando sus posibilidades de crecimiento.
- Inconsistencia y retraso en las leyes que rigen el cooperativismo. Parrilla Bonilla opinaba que no había suficiente participación del sector en la redacción de las leyes, concluyendo en una incongruencia entre las necesidades reales y las limitaciones legales. También consideraba que estas leyes eran muy limitantes, rígidas y de tono paternalista.
- Falta de educación cooperativa. Parrilla Bonilla destacaba la educación como el pilar para una sociedad cooperadora. El obispo pensaba que existe una confusión entre propaganda y educación, que ha impedido que el movimiento crezca. Consideraba que la falta de educación también se refleja en la falta de iniciativa y creatividad en los líderes cooperativistas que permanecen estáticos en sus puestos por largo tiempo.
- La falta de autonomía de las cooperativas en Puerto Rico. El obispo opinaba que el gobierno ha gestado una relación de dependencia con las cooperativas en Puerto Rico, sirviendo como ente paternalista, elemento que atenta contra la autonomía de las cooperativas.
- Falta de un movimiento cooperativista integrado, un sistema económico nacional.

## La ideología cooperativista y la Iglesia
Antulio Parrilla Bonilla estimaba al cooperativismo como un movimiento que busca la elevación del ser humano según dicta la Iglesia Católica, sin supeditar los valores espirituales que deben guiar sus aspiraciones personales. Así diferenciaba el autor al cooperativismo del capitalismo, movimiento que afirmaba es motivado por la primacía de las cosas, y la búsqueda inhumana de riquezas. La Iglesia Católica ha afirmado en la Doctrina Social número 339, ser solidaria con el cooperativismo en la medida en que contribuye a un sentido de responsabilidad social y enfatiza los valores humanos que facilitan el desarrollo de una sociedad progresista.
Así, a través de su sacerdocio, el obispo Bonilla ejercía su filosofía sobre la necesidad de cooperativizar la economía para una sociedad plena y libre.

## Aportación
Monseñor Parrilla-Bonilla estuvo inmerso  en numerosas contiendas internas del que hacer cooperativista.  Combatió la incomprensión, la envidia, el orgullo y la insensibilidad de muchos voluntarios que fungían ser defensores de los ideales cooperativistas, cuando en realidad eran oportunistas y trepadores. En 1990 Monseñor Antulio Parrilla Bonilla decidió donar su colección bibliográfica íntegra a la Biblioteca P. Martín J. Berntsen, O.P., del Centro de Estudios Dominicos del Caribe. En este año comenzó a trasladar parte de la misma a la biblioteca teológica puertorriqueña, proceso que se culminó luego de su fallecimiento el 3 de enero de 1994. Con su desaparición física se apagó la voz de uno de los más sagaces ideólogos humanistas del movimiento cooperativista puertorriqueño.